# Yoh Asakura
Yoh Asakura (Asakura Yoh) es un personaje creado por Hiroyuki Takei en 1998, protagonista de la obra Shaman King.
Yoh aparenta ser un chico común, pero en realidad es un shaman, es decir que puede ver fantasmas y unir su cuerpo y alma con estos. En un principio solo es eso, pero con el pasar del tiempo y los duros entrenamientos a los que su prometida, Anna Kyōyama, lo somete, se convierte en uno de los shamanes más fuertes; Tras la primera ronda, en uno de sus entrenamientos, su padre, Mikihisa Asakura, le revela su verdadera misión y quien es realmente Hao Asakura, que resulta ser su hermano gemelo. Tras su viaje en el infierno, y enfrentarse a su antepasado Yohken Asakura, vuelve para volverse más fuerte. Llega a los cuartos junto al equipo The Ren, X-1 y Equipo Estrella. Los 3 deciden retirarse y proclaman a Hao nuevo Shaman King. Sin embargo para derrotarle y que no lo sea, tienen que pasar por los 12 paches. Al final Hao los mata a todos y junto con TODOS los shamanes de la historia (Menos las 5 lilys que son del anime) consiguen hacer cambiar de pensamiento a Hao.
Su actitud despreocupada a veces molesta mucho a Anna, pero ella lo ama, aunque
no lo demuestre con cariños o afectos, lo demuestra preocupándose por el y su salud. Igualmente Yoh la ama mucho siempre haciéndole caso sin negarse, y también estar al pendiente de ella (En el manga se nota mucho más su amor mutuo y nos da a conocer como, en Osorezan Revoir).

## Historia
Yoh nació una noche en Izumo, después de su hermano mayor Hao. Después de ver el asombroso poder de Hao, sus padres y sus abuelos decidieron que sería entrenado para derrotar a Hao, siendo que Yoh, en realidad es su "otra mitad". Conociendo que Hao es más fuerte al principio que Yoh.
Yoh empezó su entrenamiento como shaman desde que era muy pequeño, aproximadamente a la edad de 4 años. Entrenaba junto con su abuelo en Izumo. Fue una vez, que Yohmei le relató a Yoh en que era lo que consistía ser el Shaman King. Desde entonces, Yoh anhela con convertirse en el Shaman King para vivir tranquilo y relajado en este mundo.
Cuando tenía 10 años de edad, Yoh se enteró de que ya tenía una prometida (Anna Kyōyama). Para ir a conocerla, conoció al que se convertiría en su primer y verdadero amigo, además de ser su primer espíritu acompañante, Matamune. Yoh y Matamune emprendieron un pequeño viaje al Monte Osore, ahí fue donde Yoh tuvo su primer encuentro con Anna. Para demostrarle que la gente no era tan mala, Yoh había invitado a Anna a ir a un templo cercano, pero los deseos egoístas de la gente hicieron que Anna perdiera el control sobre el demonio que tenía dentro. Matamune los ayudó a expulsar a aquel demonio del cuerpo de Anna, pero agotó todo su poder espiritísta, por lo que no pudo continuar con su Posesión de Objetos, y desapareció. Pero antes de irse, Matamune le dejó a Yoh su característico collar de garras de oso.
Después de eso, Yoh volvió a estar solo y sin amigos, como lo había estado toda su vida. A los 13 años de edad, se mudó solo a la ciudad de Tokio para encontrar un poderoso espíritu acompañante donde conoció al que sería su primer y mejor amigo humano, Manta Oyamada, y también conoció al que sería su espíritu acompañante, Amidamaru, un samurái de hace 600 años.
Al finalizar el manga, se ve a Yoh (Ya de 22 años) que vuelve a la pensión Funbari junto a su esposa Anna (quien viste a estilo de la cultura hippie) y es recibido por su propio hijo (Hana) con una patada al estómago de papa. Así como los demás, dedica su vida a cumplir la promesa hecha a su hermano: Cambiar el mundo sin el derramamiento de sangre humana. En su maleta de viaje, se ve que trae como amuleto uno de los aretes de estrella de Hao.

## Datos de Interés
Apariencia Física: Yoh es un muchacho de piel morena clara, es alto y bastante delgado. Tiene cabello un poco largo, para ser un chico. Sus ojos son de color negro, y su cabello es castaño; Viste con una camisa desabrochada, pantalón verde, y unas sandalias de baño. En su viaje a Norteamérica, lleva un largo abrigo amarillo. Durante las peleas preliminares del Torneo de Shamanes usa un traje confeccionado por Anna, igual al que usaba en su entrenamientos cuando niño, el que consta de una camisa y pantalones cortos de color negro con bordes y costuras naranjas, cuando llegan a América, Anna le confecciona uno nuevo, que consta de una camisa negra con bordes y costuras naranjas, y en la parte trasera está escrito "Funbari onsen", como publicidad del futuro hotel que Anna construiría con la ayuda del dinero de Manta Oyamada. Sin embargo, lo que realmente caracteriza a Yoh son sus auriculares naranjas que le regaló su padre, y el collar de garras de oso que le dejó Matamune. A pesar de que el matrimonio de Yoh y Anna fue arreglado por la familia Asakura, ellos están enamorados del uno al otro. Sin embargo, esto no se demuestra tan claramente en el animé, cómo en el manga. Yoh también cree en la paz y se ve que siempre hace lo posible por evitar conflictos incluso con sus enemigos intenta llevársela bien, tanto al punto de que algunos se han vuelto sus amigos.
Lugar de Nacimiento: Izumo, Japón
Lugar de Residencia: Tokio, Japón; Colina Funbari, Posada "En" (Hotel Funbari Onsen en Funbari no Uta)
Familia:
- - Mikihisa Maki (Padre)
  - Keiko Asakura (Madre)
  - Hao Asakura (Hermano Gemelo) (Antepasado de hace 1000 años)
  - Yohmei Asakura (Abuelo Materno)
  - Kino Asakura (Abuela Materna)
  - Anna Kyouyama (Prometida)(Esposa en "Funbari no Uta")
  - Hana Asakura (Hijo en "Funbari no Uta")(Personaje propio del manga)
  - Yohken Asakura (Antepasado de hace 500 años)(Personaje propio del manga)

## Técnicas
- Amida-Ryû: Shinkuu Buddha Giri: Esta es una de las primeras técnicas de Yoh la cual puede utilizar tanto en posesión de almas como en posesión de objetos, en esta técnica expulsa su poder espiritual en una ráfaga roja que se prolonga hasta alcanzar al enemigo.

- Espada fugaz de Amidamaru: Muy parecida a la Cuchilla de Buda, pero se usa con la posesión de objetos y es un poco más poderosa.

- Amida-Ryû: Gokôjin: Técnica de Amidamaru usada en la serie y en el capítulo 8 en el manga, el ataque consiste en un fuerte golpe utilizando 2 espadas, pero Yoh al usarlo utilizó dos barras de metal.

- Escudo Amidamaru*: Técnica de Yoh que usa en su primer estado Over-Soul en la pelea contra Horo-horo (manga) le permite protegerse con los escudos que tiene Amidamaru en estado Over-Soul

- Amida-Ryû : Kokôjin*: Técnica de Amidamaru que usa Yoh en estado Over-Soul girando y lanzando cuchilladas. La usa en la primera vez contra Lyserg en el Tomo 10 capítulo 88 : Nostalgia Británica. Cuando Yoh hace esta técnica, aparece la cabeza de Buda y para el ataque de Lyserg y ocasionándole a la vez daños.

- Amida-Ryû: Gran Gokôjin* : Técnica usada por Yoh durante su primer combate en el Torneo de Shamanes. Usada contra los Ice-men al final del tomo 15. Es como el Gokôjin pero con el Over Soul de "el Espíritu de la Espada"

## Tipos de posesión
- Posesión de almas: En este tipo de posesión, Amidamaru entra al cuerpo de Yoh, fusionando sus pensamientos y habilidades, siendo las fortalezas de Amidamaru las mismas que las de Yoh y viceversa. Este es el primer tipo de posesión y es el más básico, ya que solo se necesita una mínima cantidad Poder Espiritísta.

- Posesión de objetos: Posesión avanzada en que Yoh utiliza su poder espiritual para materializar a Amidamaru en Harusame.
- Posesión de segundo grado: Esta es una posesión muy especial que requiere de ciertas condiciones para llevarse a cabo:
  - Debe realizarse una posesión con Amidamaru sobre más de un objeto a la vez.
  - Uno de los objetos, en este caso, La Espada Sagrada, debe tener una gran cantidad de poder espiritual.
  - Amidamaru debe crear un vínculo con dicho objeto, volviéndose el espíritu de la espada-daga de Yoh.
  - Yoh debe tener una enorme cantidad de poder espiritual, ya que esta posesión requiere de un nivel bastante alto.

- Posesión tipo armadura: En el manga, realiza otra posesión usando el poder del gran Senjiryakketsu (bitácora mágica en el anime) y crea una especie de brazo robótico con el brazo derecho con una katana y una protección en el brazo izquierdo en el cual aparece la estrella de 5 puntas esta posesión recibe el nombre de Byakko (Cisne blanco).

- Datos: Q2613152